# Hong Gye-hun
Hong Gye-hun (hangeul : 홍계훈, hanja : 洪啓薰, 1842 - 8 octobre 1895) est un officier militaire coréen de la fin de la période Joseon, durant le règne du roi Gojong. Il est connu pour son rôle de premier plan dans la répression de la révolution paysanne Donghak et pour avoir protéger la reine Min durant l'incident d'Imo de 1882 et l'incident d'Eulmi de 1895, lors duquel il perd la vie
Sa carrière militaire s'étale sur plusieurs décennies et il joue un rôle important dans la période tumultueuse de la Corée de la fin du XIXe siècle. Il est connu pour sa loyauté, sa discipline et son dévouement à sa fonction. Son ascension de musa (garde royal) à commandant illustre les possibilités d'avancement social et de reconnaissance au sein du système militaire de l’époque. L'héritage de Hong Gye-hun en tant que chef militaire et ses contributions à la répression de l'armée paysanne Donghak restent encore dans les mémoires de l'histoire coréenne, témoignant de la puissance de la détermination, des compétences et de la pensée stratégique en temps de crise qui lui ont valu la confiance du roi Gojong.

## Biographie
Son lieu de naissance est Namyang (南陽) et son nom de naissance est Hong Jae-hee (洪在羲). Son prénom social est Seongnam (聖南) et son nom d'artiste est Gyu-san (圭珊). Né en 1842, il est à l'origine un musa (武士), un guerrier appartenant à la garde royale appelée Muyecheong (武藝廳), qui fait partie du palais royal. Bien qu'étant exceptionnellement doué dans les arts martiaux, son statut social de simple byungjol (兵卒, soldat) limite ses possibilités d'avancement.

### Incident d'Imo
En 1882 (19e année du règne du roi Gojong), lorsque éclate l'incident d'Imo, il joue un rôle crucial en escortant la reine Min (plus tard connue sous le nom d'imépratrice Myeongseong) hors du palais, et il est reconnu pour sa contribution. Après la fin de la rébellion, réprimée avec l'intervention de l'armée Qing, et le retour de la reine, Hong Jae-hee est rapidement récompensé et est nommé, en août 1882 , magistrat de Pocheon, un poste du gouvernance local, passant du statut de musa dans la garde royale à celui de fonctionnaire local.

### Avancement
En décembre 1884, il est nommé magistrat de Taean. En août 1885, il est promu au grade de Jeong 3-pum et devient gouverneur militaire de la province du Chungcheong. En septembre 1886, il est promu au grade de Jong 2-pum et devient gouverneur militaire de la province du Chungcheong. En avril 1888, le roi Gojong lui accorde personnellement une « peau de tigre » en signe de faveur. En mars 1899, il est nommé magistrat de Jangdan, faisant croître régulièrement sa carrière grâce à divers postes locaux.
En novembre 1899, il reçoit une évaluation de l'Ijo (吏曹) qui déclare : « Hong Jae-hee exerce ses fonctions avec diligence, en respectant les affaires publiques et en faisant respecter la loi. En seulement quatre mois depuis sa nomination, tout s'est bien passé, en douceur ». Hong Jae-hee, tirant parti du prestige du roi Gojong et de la reine Min, saisit les opportunités et suit le chemin d'un musa qui a démontré ses capacités. Tout en accédant à divers postes locaux, il est nommé lieutenant-colonel du Jang Wi-yeong (壯衛營), une unité des gardes de la capitale en 1890, et retourne au palais.
En mai 1892, lorsque les adeptes de la religion Donghak se rassemblent à Boeun et lancent leur mouvement contre l'influence étrangère, il mène 600 hommes du Jang Wi-Young en route vers Cheongju. Dans le même temps, en janvier 1893, il change son nom en « Hong Gye-hun ».

### Révolution paysanne Donghak
Quand éclate la révolution paysanne Donghak en 1894, le gouvernement nomme Hong Gye-hun commandant militaire le 2 avril à la tête de 800 soldats du Jang Wi-Young pour réprimer l'armée paysanne Donghak. Il entre dans le château de Jeonju le 7 avril. Il détermine que ses forces sont insuffisantes pour réprimer les rebelles et demande des renforts au gouvernement. Acceptant sa réclamatio, le gouvernement envoie des troupes supplémentaires de Ganghwa le 16 avril. Après avoir confirmé le déploiement des forces gouvernementales, Hong Gye-hun quitte le château de Jeonju le 18 avril et commence à réprimer l'armée paysanne Donghak, mais subit une défaite à Jangseong le 23. Après avoir reçu le rapport de cette défaite, le gouvernement nomme Yi Won-hoe au poste de Yangho Sunbyeonsa (commandant pour la pacification des deux provinces) le 27 avril et envoie des forces supplémentaires de Ganghwa et de Cheongju. Après avoir vaincu les forces gouvernementales à Jangseong, l'armée paysanne Donghak continue à prendre de l'ampleur et occupe le château de Jeonju le 27 avril, en passant par Jeongeup, Taein et Geumgu. Hong Gye-hun retourne rapidement vers le nord et commence le siège de la forteresse de Jeonju,
Le 1er mai, Hong Gye-hun commence à faire tirer les canons sur Jeonju, tuant des civils et incendiant des propriétés civiles. Le 2 mai cependant, le portrait du roi Taejo est brûlé à cause des bombardements incessants de Hong, mettant ainsi fin à l'attaque. Dans la matinée du 3 mai, les rebelles attaquent le camp de Hong, mais sont repoussés par une puissance de feu supérieure. Les Jangtae n'ont gêné les rebelles que dans les montagnes de Jeonju. Jeon Bong-jun, le chef rebelle, lui-même, a reçu un éclat d'obus dans l'épaule.
L'armée Donghak subit des pertes importantes lors de plusieurs batailles cotre les forces gouvernementales près du château de Jeonju du 28 avril au 3 mai, en particulier ce dernier jour avec une perte importante de plus de 500 hommes.

### Traité de Jeongju
Entre-temps, le 29 avril, l'administrateur de Jeonju, Kim Mun-hyeon, se présente à Gongju et annonce au gouvernement la chute de Jeonju. Incapable de contrôler la rébellion, le gouvernement Joseon demande officiellement l'assistance militaire du Japon et de la Chine. Le 3 mai, 1 500 hommes de la dynastie Qing arrivent à Incheon. Le même jour, 6 000 soldats japonais débarquent également à Incheon. Les Japonais demandent pourquoi les Qing n'ont pas notifié le gouvernement japonais de leur arrivée conformément à la convention de Tientsin et provoquent rapidement la première guerre sino-japonaise,.
Au milieu de cela, l'armée Qing, qui a accepté la demande de renforts de la Corée, débarque dans la baie d'Asan les 5 et 7 mai pour réprimer l'armée paysanne Donghak. Tandis que l'armée Qing passe à l'action, le Japon débarque également ses troupes à Chemulpo le 6 mai sur la base du traité de Tianjin. Le 7 mai, Kim Hak-jin, le nouvel administrateur de Jeonju, ordonne à Hong de faire la paix avec les rebelles qui souffrent du manque de nourriture . Se sentant menacé par l'avancée des forces Qing et japonaises sur la péninsule coréenne, Jeon Bong-jun échange des lettres avec Hong Gye-hun pour négocier un cessez-le-feu.
L’armée Donghak présente des conditions liées à 14 éléments. Premièrement, Hong Gye-hun propose plusieurs mesures, notamment la suppression du Bureau de transfert (전운소), la cessation de la distribution des terres et du paiement des céréales sous forme d'impôts, l'interdiction du commerce des céréales et la réduction du système de tribut du printemps et de l'automne à deux moutons par foyer. Chaque ville confisquerait de force les terres agricoles privées et les distribuerait aux paysans. Les documents liés aux rituels ancestraux seraient brûlés et les veuves autorisées à se remarier. Dans ces conditions, Hong Gye-hun fait directement appel au sage et délivre un certificat du gouvernement, garantissant la sécurité de l'armée Donghak.
C'est ce qu'on appelle le « traité de Jeonju » (全州和約) ou « trêve de Jeonju ». Hong accepte douze des quatorze demandes des rebelles,,. L'armée paysanne se retire sans effusion de sang et prend le contrôle de la province du Jeolla et des régions environnantes. Par le biais de l'accord, l'armée paysanne et le gouvernement conviennent de créer un organe directeur appelé « Jipgangso » pour superviser les affaires de réforme dans le Jeolla et conviennent de dissoudre l'armée rebelle en échange de la mise en œuvre du plan de réforme proposé par les paysans. Immédiatement après l'accord de Jeonju, l'armée paysanne Donghak se retire du château de Jeonju et fonde le Jipgangso pour commencer à promouvoir la réforme.

### Occupation japonaise de Gyeongbokgung
Le 23 juillet 1894 à 4h30 du matin, la 9e brigade d'infanterie de l'armée impériale japonaise attaque le palais de Gyeongbok pour avoir demandé des renforts Qing. Hong Gye-hun dirige le Jang Wi-young (gardes du palais) et défend depuis la porte orientale Geonchunmun, et la porte principale Gwanghwamun. 500 fantassins de garde à cheval de Pyongyang défendent les portes de Yeongchumun et de Shinmumun, mais sont en infériorité numérique par environ quatre fois plus de troupes japonaises régulières,,.
À 5 heures du matin, les Japonais franchissent finalement les portes du palais et hissent un drapeau à un long mât. Ils forcnt les gardes du palais et l'infanterie de la garde montée à se cacher derrière les pins et les murs du palais à gauche de Gwanghwamun, les coupant ainsi des renforts. Les gardes sont finalement vaincus par un nombre supérieur de Japonais. Yamaguchi fait un détour vers l'est et les côtés ouest du palais de Gyeongbok pour rejoindre les troupes japonaises entrées par Shinmumun afin de sécuriser la résidence de Hamhwadang. À son arrivée, il dégaine son épée, forçant le roi Gojong à sortir tout en prétendant le protéger. Le roi ordonne à ses gardes d'arrêter le combat. L'infanterie de la garde à cheval défendant Yeongchumun se rend 30 minutes plus tard tandis que le reste de la garde de la capitale à l'extérieur du palais cesse les combats en fin d'après-midi.

### Fin de la rébellion
Hong Gye-hun lance une féroce offensive contre l'armée paysanne Donghak. Grâce à ses troupes bien entraînées et à ses tactiques militaires supérieures, il réussit à reprendre le contrôle de la province du Jeolla et à repousser la rébellion. L'armée paysanne subit de lourdes pertes et son élan est brisé. Le succès de Hong Gye-hun dans la répression de la rébellion lui vaut un grand succès et consolide sa position de commandant militaire de premier plan. Il devient connu pour son courage, son commandement et son sens stratégique. Ses réalisations lui apportent le respect et la confiance du roi Gojong et de la cour royale. Il est promu au poste de commandant de la division de formation pour son rôle dans la destruction de l'esprit de l'armée paysanne Donghak.

### Carrière militaire ultérieure
Hong Gye-hun continue à occuper divers postes militaires et administratifs tels que celui de commandant de la porte droite de Gyeongmu (경무문) et de la porte gauche de Gyeongmu (좌경무문) dans le palais royal. Cependant, au début de l'année suivante, il retourne au palais en tant que commandant de la garde du corps royal, des gardes de la capitale et du Hullyeondae (division de formation militaire), alors que la reine Min lance une campagne politique pour se rapprocher de la Russie et contrebalancer l'influence japonaise. En juillet, il reçoit à nouveau une armure en « peau de tigre » et confirme sa confiance auprès du roi Gojong et de la reine. Il collabore avec Yu Gil-jun et d'autres pour supprimer Park Yeong-hyo, le chef d'une faction pro-japonaise.

### Incident d'Eulmi
Le Hullyeondae est convaincu que la reine Min conspire avec les Russes pour amener leurs troupes dans le pays. Il attaque le palais royal le 8 octobre 1895 avec 48 ronins et le groupe de sécurité de la légation japonaise. C'est ce qu'on appelle l'incident d'Eulmi. Hong entend les coups de feu de la division de formation affluer dans le palais de Gyeongbok tôt le matin et se rend compte que les Japonais ont infiltré le complexe. Il arrive à Gwanghwamun à la tête de 500 gardes du palais et bloque la porte pour empêcher les Japonais de passer. Il dégaine son épée et réprimande le Hullyeondae en les traitant de « Traîtres ! » et « Qui êtes-vous ? Partez ! ». À ces cris, les ronins et la division s'arrêtent un instant avant d'engager le combat avec les gardes du palais et d'avancer,. Hong reçoit six balles et des coups d'épée, forçant les gardes du palais à battre en retraite et permettant aux ronins de pousser plus loin et de tuer la reine au pavillon Okhoru,.

### Enterrement
Il est promu à titre posthume et reçoit le titre de Chujung (忠毅). En 1900, il est consacré à Jangchungdan avec Yi Gyeong-jik (李耕稙).

## Dans la culture populaire
- Park Hae-sang – Pungwoon, KBS1 drama (1982)
- Hong Soon-chang – Daewongun, MBC drama (1990)
- Kim Joo -young – Brilliant Dawn, KBS1 drama (1995)
- Jung Jun-ho – Empress Myeongseong (2001)
- Hong Il-kwon – Empress Myeongseong, KBS2 drama (2001)
- Hye Geun Ji – Empress Myeongseong Musical (2001)
- Seungwoo Cho – Like a Flame, Like a Butterfly (2009)
- Choi Woo-hyuk – Empress Myeongseong Musical (2018)
- Yoon Seo-hyun – Nokdu Flower, SBS drama (2019)
- Lee Chang-seop – Empress Myeongseong Musical (2021)